# Завичајна збирка Сремски Карловци
Завичајна збирка Сремски Карловци је депанданс Музеја града Новог Сада, од 1963. године. После Другог светског рата била је независна као Градски музеј Сремских Карловаца.
Налази се у палати Илион, некадашњој резиденцији баронске породице Рајачић. Комплексног је типа, поседује археолошку, историјску, етнолошку и уметничку збирку. Оснивач музеја је Коста Петровић.
Музејску поставку чини неколико целина: изложба о Бранку Радичевићу, сељачка кухиња с краја 19. и почетка 20. века, слике Милића од Мачве, акварели архитекте Светомира Лазића и свечана трпезарија породице Рајачић.
Легат сликара Милића од Мачве је засебна целина. Слике представљају Бранка Радичевића и мотиве старих Карловаца. Уметник је поклонио 60 слика – уља на дасци, аквареле и неколико пастела.